# Billy Budd (filme)
Billy Budd (bra: O Vingador dos Mares) é um filme de 1962 do Reino Unido do gênero drama, produzido, dirigido, corroteirizado e coprotagonizado por Peter Ustinov. É uma adaptação da versão teatral do conto homônimo de Herman Melville. É o primeiro filme protagonizado por Terence Stamp, que foi indicado ao Oscar de melhor ator coadjuvante e venceu o Globo de Ouro de melhor revelação masculina. O filme foi indicado ainda para cinco BAFTAs.

## Sinopse
Em 1797, o comandante do veleiro de guerra britânico chamado HMS Avenger ou "Vingador" (no livro era chamado de  Indomitable e depois Bellipotent) alista o jovem marinheiro do navio mercante "The Rights Of Man" ("Os direitos do homem") chamado Billy Budd. Billy é amigável com todos e um eficiente marujo, logo sendo promovido a chefe dos grumetes. No entanto, entre os oficiais do navio está o brutal e odiado mestre-de-armas John Claggart. Claggar aplica castigos físicos com frequência nos tripulantes e, apesar de contrariados, os outros oficiais não intercedem para não afetarem a disciplina. Claggart desconfia que os homens estão a prepararem um motim e acaba implicando Billy na conspiração. Os oficiais sabem que Budd é inocente mas não querem confrontar Claggart.

## Elenco
- Terence Stamp ... Billy Budd
- Robert Ryan ... John Claggart
- Melvyn Douglas ... tripulante
- Peter Ustinov ... capitão Edwin Fairfax Vere
- John Neville ... Julian Ratcliffe
- David McCallum ... Steven Wyatt
- Lee Montague ... Squeak
- Robert Brown ... Arnold Talbot
- John Meillon ... Neil Kincaid
- Niall MacGinnis ... Capitão Nathaniel

## Prêmios e indicações
BAFTA Awards
- Melhor filme (indicado)
- Melhor filme britânico (indicado)
- Melhor roteiro de filme britânico – Peter Ustinov, DeWitt Bodeen (indicados)
- Melhor ator estrangeiro – Robert Ryan (indicado)
- Melhor ator revelação – Terence Stamp (indicado)

Directors Guild of America
- Melhor direção em cinema – Peter Ustinov (indicado)

Globo de Ouro
- Melhor revelação masculina – Terence Stamp (vencedor)

Oscar
- Melhor ator coadjuvante – Terence Stamp (indicado)

Writers Guild of America
- Melhor roteiro de filme dramático estadunidense – Peter Ustinov, DeWitt Bodeen (indicados)